# 토마시 바츨리크
토마시 바츨리크(체코어: Tomáš Vaclík, 1989년 3월 29일, 오스트라바 ~ )는 체코의 축구 선수로, 현재 메이저 리그 사커의 뉴잉글랜드 레벌루션에서 골키퍼로 활약하고 있다.
바츨리크는 2011년 UEFA U-21 축구 선수권 대회에서 체코 대표로 출전하여 대회의 팀 명단에 이름을 올렸다. 그는 2012년 첫 출전 이래 체코 국가대표로도 출장하고 있다.

## 클럽 경력
바츨리크는 체코 2. 리가 소속의 비트코비세에서 데뷔하였고, 3시즌 동안 활약하다가 빅토리아 지슈코프로 이적하였다. 지슈코프는 바츨리크의 첫 시즌에 체코 1부 리그로 승격을 이룩하였고, 여러 클럽들의 관심을 받았다. 2011년 7월, 바츨리크는 네덜란드의 더 흐라스합과 3년 계약을 체결하였으나, 이후 네덜란드에서의 메디컬 테스트를 통과하지 못하였으며 프라하로 복귀할 것으로 밝혀졌다.
바츨리크는 체코 1부 리그 2011-12의 전반기동안 지슈코프 소속으로 활약하였다. 2012년 1월, 지슈코프는 16경기에서 7점을 획득하는데 그쳐 리그 최하위를 기록하고 있을 때, 바츨리크는 역대 최고 이적료인 8.25M CZK에 스파르타로 이적하였고, 2016년 여름까지 유효한 계약서에 서명하였다.
2014년 5월, 바츨리크는 스위스 슈퍼리그의 바젤과 4년 계약을 체결하였다. 그는 2014년 7월 19일, 2-1로 이긴 아라우와의 원정경기에서 1군 리그 데뷔전을 가졌다.

## 국가대표팀 경력
바츨리크는 2005년부터 2011년까지 자국 청소년 국가대표팀 일원으로, U-16 대표팀에서 U-21 대표팀까지 활약하였다. 바츨리크는 2011년에 처음으로 국가대표팀에 발탁되어, 스페인전, 룩셈부르크전에 출전하지는 않았으나, 3번째 골키퍼로 대기하였다. 2012년 11월 14일, 3-0으로 이긴 슬로바키아와의 친선전에서 체코 성인 국가대표팀 첫 경기를 소화하였다.